# Poimenovanje zvezd
Večina zvezd je dobila svoje ime pred 500 do 2000 let. Večina ozvezdij običajno nosi imena ljudi in živali iz mitov (izjema je recimo Kompas in drugi), poreklo imen zvezd pa je zelo raznoliko.
Del zvezd nosi imena, ki so vezana na ozvezdje v katerem se nahajajo, na primer Deneb v Labodu in Denebola v Levu označujeta repe teh živali. Nekatere zvezde nosijo imena, ki se navezujejo na njihove lastnosti. Npr. zvezda Sirius, katere ime bi se lahko prevedlo bleščeča, kar je zelo primerno za najsvetlejšo zvezdo na nebu. Nekatere zvezde nosijo celo imena, ki so ostala od starih imen ozvezdij, recimo zvezda Nihal v Zajcu bi v prevodu pomenila »Kamela, ki se odžeja«. Dober del zvezd nosi arabska imena in se začenjajo s točno določenim členom »al«. Primeri so Algol (v Perzeju), Altair (v Orlu), Algieba (v Levu), Aldebran (v Biku) in podobni. Del arabskih imen pa je že tudi izgubil ta določeni člen »al«.
Svoje lastno ime ima samo nekaj sto zvezd in zato je bilo potrebno uvesti posebno vrsto oznake. Astronom Johan Bayer je leta 1602 uvedel označevanje zvezd s črkami grške abecede. Bayerjeva oznaka zvezde je sestavljena iz grške črke in latinskega imena zvezde, tako da se recimo Alfa zvezda Kentaver ( lat. Centaurus ) imenuje Alfa Centauri. Bayer je zvezdam dodajal črke grške abecede po kriteriju svetilnosti. Tako je bila najsvetlejša zvezda
označena s črko alfa, druga s črko beta in tako naprej. Vendar se astronomi niso vedno držali tega in so upoštevali tudi druge kriterije, tako da so npr. ozvezdje Velikega medveda razvrstili po položaju in ne po svetilnosti. Ko jim je zmanjkalo grških črk so v nekaterih ozvezdjih uporabljali tudi latinske črke. S časom se je pokazalo da je črk premalo, tako je leta 1712 John Flamsteed uvedel še številke in to na način da je najzahodnejša zvezda dobila številko 1.
Flamsteed je skupno preštel 2682 zvezd. V novejšem času je narejeno veliko katalogov zvezd in vsaka zvezda ima več oznak, tako da lahko recimo zvezdo Sirius imenujemo tudi Alfa Canis Majoris, 9 Canis Majoris, BD-16 1591, SAO151881, PPM 217626 itd... 
Najbolj znani katalogi so: Henry Draper Catalogue ( HD in HDE ), Smithsonian Astrophysical ( SAO), HST Guide Star Catalogue ( GSC ) itd.....
Spremenljive zvezde imajo svoj način označevanja. Bayer ni uporabljal latinskih črk naprej od Q, zato se je astronom Argelander odločil označevati spremenljive zvezde s črkami od R do črke Z in z latinskim nazivom ozvezdja ( kot tudi Bayer ). Po črki Z pridejo na vrsto RR, RS,...RZ, SR, .... SZ, ... ZR.... ZZ. Število poznanih spremenljivih zvezd je nezaustavljivo rastel, tako da so na vrsto prišle tudi kombinacije črk AA, AB,.... vse do QZ. Seveda je tudi to sčasoma postalo premalo, tako da so se astronomi enostavno odločili da bodo nadaljevali z V1 ( ang. variable – spremenljiva ).